# Ore-Ida
Ore-Ida是亨氏公司的一个马铃薯类冷冻食品品牌。
Ore-Ida马铃薯产品公司（Ore-Ida Potato Products, Inc.）由爱达荷州企业家F. Nephi Grigg和他的兄弟Golden Grigg以及Otis Williams成立于1952年，这是一家位于俄勒冈州和爱达荷州边界的马铃薯加工工厂。公司名称Ore-Ida是由俄勒冈州（Oregon）和爱达荷州（Idaho）的前几个字母组成的混成詞。
1965年，Ore-Ida品牌被亨氏收购。